# ZZ 건담
ZZ 건담(영어: Double Zeta Gundam, 일본어: ダブルゼータガンダム)은 《건담 시리즈》에 등장하는 모빌 슈트(MS)로 분류되는 가공의 유인 조종식 인간형 로봇 병기이다. 1986년에 방영된 TV 애니메이션 《기동전사 건담 ZZ》에서 처음으로 등장했다.
작품 내 군사세력 중 하나인 "에우고"의 시제형 가변형 모빌 슈트(TMS)로, 전작인 《기동전사 Z 건담》에 등장하는 Z 건담의 후계기이다. 기체가 3기의 전투기로 분리, 변형되는 것이 가장 큰 특징이며, 모빌 슈트(MS) 형태에서 1기의 대형 전투기로 변형될 수도 있다. 정수리에 대출력 빔 포인 "하이 메가 캐논"을 비롯한 강력한 화기를 다수 장비해 작품 내의 모빌 슈트들 중에서도 손꼽히는 공격력을 지니고 있다. 작품 내에서는 주인공인 쥬도 아시타가 Z 건담에 이어 탑승해, 네오 지온군과 싸워 나간다.

## 같이 보기
- 건담 시리즈의 병기 목록
- 기동전사 건담 ZZ